# Mary-sur-Marne
Mary-sur-Marne är en kommun i departementet Seine-et-Marne i regionen Île-de-France i norra Frankrike. Kommunen ligger i kantonen Lizy-sur-Ourcq som tillhör arrondissementet Meaux. År 2022 hade Mary-sur-Marne 1 135 invånare.

## Befolkningsutveckling
Antalet invånare i kommunen Mary-sur-Marne
| Referens: INSEE |